# Lewków
Lewków is een dorp in de Poolse woiwodschap Groot-Polen. De plaats maakt deel uit van de gemeente Ostrów Wielkopolski en telt 1400 inwoners.